# تنوپا (نوادا)
تنوپا، نوادا (به انگلیسی: Tonopah, Nevada) یک سکونتگاه مسکونی در ایالات متحده آمریکا است که در نوادا واقع شده‌است.

## خصوصیات
تنوپا ۴۲٫۰ کیلومترمربع مساحت و ۲٬۴۷۸ نفر جمعیت دارد و ۱٬۸۴۳ متر بالاتر از سطح دریا واقع شده‌است.